# Mänskliga faktorn
Den mänskliga faktorn åsyftar misstag orsakade av en människa och som resulterar i en olycka, alltså inte orsakade av en maskin eller yttre omständigheter som väder. Teknikens uppbyggnad kan däremot utlösa den mänskliga faktorn. Oftast syftar den mänskliga faktorn på sådant som man inte kan gardera sig mot. Den mänskliga faktorn brukar anges som orsak till många arbetsolyckor där man inte funnit några konkreta fel i utrustningen, arbetsmiljön eller organisationen. I grunden kan det dock finnas andra orsaker till olyckorna som tidspress, överbelastning, dålig kommunikation eller bristande varningssystem.
Att någon medvetet begår ett misstag är ett mänskligt beteende, men räknas inte som "den mänskliga faktorn".